# Maisa Rojas
Maisa Rojas (Temuco, 10 août 1972) est une physicienne, climatologue et femme politique chilienne. Elle est spécialiste de l'évolution du système climatique de l'hémisphère sud.
Le 21 janvier 2022, elle est nommée ministre de l'Environnement dans le gouvernement Boric qui entre en fonction le 11 mars 2022.